# Frieda Brauer
Frieda Brauer, verheiratete Frieda Richert-Brauer, (28. Januar 1873 in Stuttgart – nach 1904) war eine deutsche Opernsängerin (Sopran).

## Leben
Brauer, die Tochter eines Möbelfabrikanten, lernte zuerst nur zum Vergnügen singen, und es war der Tenor Nikolaus Rothmühl (1857–1926) aus Berlin, der ihren Gesangsunterricht übernahm. Je weiter sie jedoch in ihren Studien fortschritt, desto kräftiger entwickelte sich ihre Stimme, desto zufriedener wurde der Meister, der sie schließlich veranlasste, sich der Bühne zu widmen.
1899 fand Brauer ihr erstes Engagement in Zürich, woselbst sie als „Elsa“ im Lohengrin debütierte. Sie war eine hochdramatische Sängerin von Geschmack, arbeitete unermüdlich an ihrer weiteren Ausbildung und hatte mit Partien wie Valentine, Senta etc. bereits viel aufmunternden Beifall erhalten.
In Zürich blieb sie bis 1902, danach war sie bis 1904 am Stadttheater von Königsberg (Ostpreußen) engagiert. Sie lebte anschließend gastierend in Berlin, später in Swinemünde. Anschließend arbeitete sie längere Zeit als Gast am Deutschen Theater von Prag.
Nach 1904 nannte sie sich Frieda Richert-Brauer, vermutlich nach einer Hochzeit.
Ihre Stimme wurde bis 1904 mehrfach aufgenommen und ist so erhalten geblieben. Es existieren Aufnahmen etlicher Lieder und Arien auf Grammophon (43 455, 456, 457, 458, 496 und 497). Sie scheint zudem Hotelbesitzerin gewesen zu sein.